# Смеловка (Липецкая область)
Смело́вка — деревня в Добринском районе Липецкой области России.
Входила в состав Павловского сельсовета, с 2016 года входит в состав Новочеркутинского сельсовета.

## География
Расположена на левом берегу реки Пловутка.

## История
Возникла в 1918 году в результате выселения крестьян из села Павловки. Крестьяне самовольно поселились на земле землевладелицы Мариной и назвали новое поселение Смеловкой. В названии стремились обозначить смелый поступок  в освоении помещичьей земли.

## Население
| 2010 |
| ---- |
| 95   |